# Teoria delle catastrofi

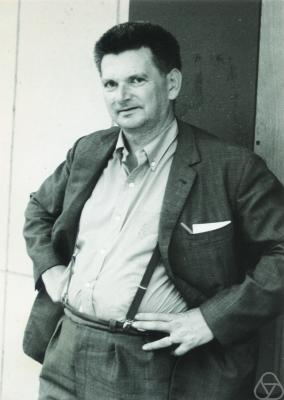
René Thom

La teoria delle catastrofi è una teoria matematica della morfogenesi, iniziata dal matematico e filosofo francese René Thom negli anni cinquanta e sessanta, e rappresenta un originale tentativo di applicazione dei più recenti risultati della topologia all'interpretazione dei fenomeni naturali.

## Descrizione
Thom suggerì di impiegare la teoria topologica dei sistemi dinamici, avente la sua origine negli studi effettuati da Henri Poincaré, per modellare i mutamenti discontinui che si presentano con una certa frequenza nei fenomeni naturali, in particolare in biologia.
Esempi significativi di cambiamenti improvvisi causati da piccole alterazioni nei parametri del sistema sono le transizioni di fase, i movimenti tellurici, i cedimenti strutturali, i crolli dei mercati finanziari.
Thom evidenziò inoltre l'importanza, in questo contesto, della stabilità strutturale, intesa come insensibilità del sistema a piccole perturbazioni, rimarcando il fatto che tale requisito implica che il sistema stesso può essere descritto localmente da una di sette forme standard, le cosiddette catastrofi elementari.
Nel linguaggio matematico: l'evoluzione del sistema è una ipersuperficie liscia (ovunque derivabile) definita in uno spazio euclideo di dimensioni n; una catastrofe è un punto critico (o singolare) di questa superficie, cui corrispondono cambi dell'andamento del mercato; ovvero, il mercato smette di salire/scendere, la derivata della superficie è nulla e i punti critici sono quelli stazionari; essi possono essere o meno degeneri (o non regolari), ovvero possono permettere biforcazioni radicali nel comportamento del sistema. Esempio: nel caso n=2, l'andamento del mercato è una curva liscia e presenta tre tipi di punti critici: i punti di massimo locale, minimo locale e i punti di flesso. Mentre gli estremi locali rappresentano generalmente punti critici non degeneri, i flessi sono solitamente punti critici degeneri da cui la curva potrebbe prendere direzioni differenti.
Tale nuova impostazione nell'analisi dei fenomeni complessi si basa su una constatazione teorica molto rilevante, cioè sul fatto che in un dominio definito di fenomeni, per esempio una scatola contenente diverse sostanze chimiche, in un tempo relativamente breve, si raggiungono degli equilibri dinamici, che dipendono dalle condizioni iniziali del preparato, per cui per esempio, a seconda delle dosi iniziali i possibili domini di equilibrio possono essere 2.
Chiaramente tra una condizione iniziale che porta all'equilibrio 1, e quella che porta all'equilibrio 2, esistono delle condizioni iniziali (instabili), per le quali non è possibile prevedere se il risultato sarà 1 o 2, in questi casi, si dice che il sistema è in condizioni "catastrofiche", nel senso che una piccola variazione delle concentrazioni iniziali in una direzione o l'altra, può comportare fortissime differenze sui risultati finali. Ebbene, la scoperta di Renè Thom consiste nel fatto che i punti di instabilità non sono soggetti a configurazioni caotiche, ma sono soggetti a forme topologicamente stabili e ripetibili, che peraltro, sono anche indipendenti dal substrato, nel senso che le forme di stabilità del caos sono indipendenti dal fenomeno fisico analizzato, sia esso fisico, chimico, biologico, linguistico, storico, psicologico o altro ancora.
Tali forme sono appunto le sette catastrofi elementari; lo stesso Thom le ha battezzate come segue:
1. piega;
2. cuspide;
3. coda di rondine;
4. farfalla;
5. ombelico ellittico o piramide;

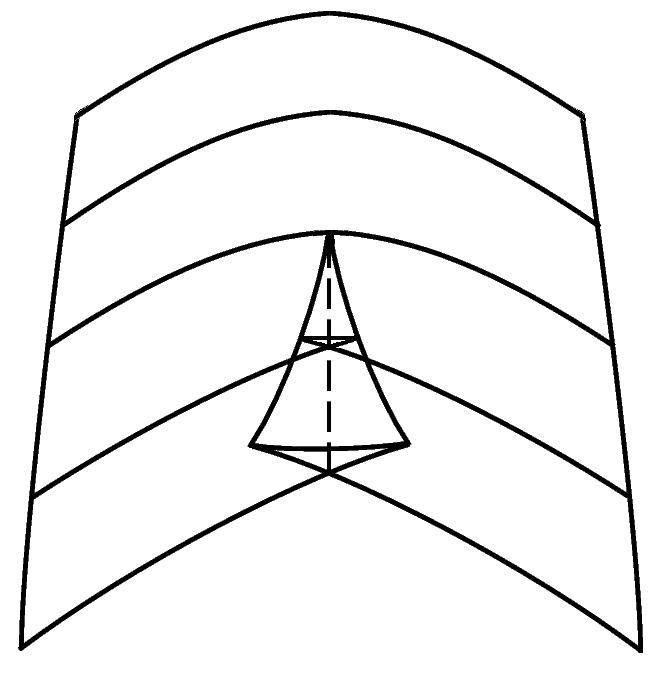
Grafico della catastrofe elementare a coda di rondine

6. ombelico iperbolico o portafoglio;
7. ombelico parabolico o fungo.

La teoria costituisce un importante antesignano della moderna teoria del caos  della teoria dei sistemi dissipativi sviluppata da Ilya Prigogine.